# Khat (botanique)
Catha edulis
Pour les articles homonymes, voir Khat, qat et QAT.
Espèce
Classification phylogénétique
Statut de conservation UICN

 LC  : Préoccupation mineure
Le khat, qat ou kat, est un arbuste ou arbrisseau (une sorte de fusain) de la famille des Célastracées, originaire du Yémen et d'Éthiopie, dont la culture s'est étendue à l'Arabie (surtout au Yémen) vers le XVe siècle. Il est consommé par les habitants de ces régions qui en mâchent longuement les feuilles pour leur effet stimulant et euphorisant comparable à celui de l'amphétamine.
Khat désigne aussi la substance psychotrope contenue dans les feuilles de cette plante.
Son nom scientifique est Catha edulis (Vahl) Forssk. ex Endl. (synonyme : Celastrus edulis Vahl).
Ses noms vernaculaires : la plante, ses tiges et feuilles consommées ou bien l'arbre, sont appelés al-qât (القات al-gât) au Yémen (le Nord Yémen en particulier), tchat (ጫት) en Éthiopie, khat à Djibouti, katy à Madagascar. On trouve ailleurs catha, gat, kat, qat, kus-es-salahin, miraa, tohai.
Étymologiquement, le terme « khat » vient d'un mot arabe signifiant « arbuste ».

## Botanique
C'est un arbuste inerme qui peut mesurer de un à dix mètres de haut au Yémen, et jusqu'à dix-huit mètres dans les hautes terres éthiopiennes. L'écorce grise est rugueuse et souvent craquelée.
Les feuilles, persistantes et coriaces, sont opposées à un limbe grossièrement denté de forme elliptique lancéolée, en général de dix centimètres de long sur cinq de large, de couleur vert brillant à la face supérieure et plus pâle à la face inférieure. Le pétiole très court est rosâtre.
Les fleurs, minuscules, groupées en grappes, ont une corolle formée de cinq pétales blancs.
Le fruit est une capsule à trois lobes de 10 mm de long environ, brun rougeâtre lorsqu'il atteint la maturité et qui contient des graines ailées.

## Écologie
L'aire de répartition naturelle de cette espèce s'étend dans la Corne de l'Afrique (Éthiopie, Somalie, Kenya), le Sud-Est de l'Afrique (Tanzanie, Ouganda, Malawi, Mozambique, Zambie, Zimbabwe, Afrique du Sud, Madagascar) et le Sud de l'Arabie (Arabie saoudite, Oman et Yémen). Elle pousse à une altitude comprise entre 1 670 et 2 590 m en fonction des propriétés du sol et des conditions climatiques.
La consommation est principalement limitée aux régions de production, car seules les feuilles fraîches contiennent le principe actif.

## Pharmacologie

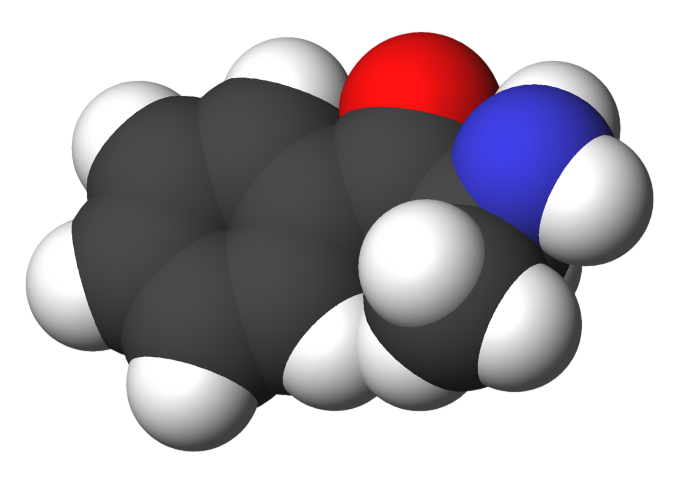
Molécule de cathinone.

Les principes actifs du khat sont des alcaloïdes : la cathinone et la cathine ultérieurement identifiée comme la D-norpseudoéphédrine. Les deux molécules sont présentes sous la forme lévogyre.
La methcathinone est une version synthétique du khat.
La cathinone est relativement instable dans les feuilles séchées et a tendance à se transformer en cathine moins active. Ceci explique l'intérêt pour les usagers de disposer de feuilles fraîches dont l'action pharmacologique est de fait, différente.

### Effets et conséquences
L'effet est proche de celui des amphétamines (soulager la fatigue et la faim) et induit une accélération du rythme cardiaque, de l'hypertension, une accélération de la respiration, de l'hyperthermie et une mydriase.
Son usage régulier entraîne des risques d'accoutumance — voire une toxicomanie —, une tolérance croisée avec les amphétamines et peut provoquer une dénutrition.
À long terme, des modifications de l'humeur, des délires, des troubles du sommeil, des  troubles de l'appareil digestif et troubles sexuels voire des syndromes coronariens aigus sont signalés.

## Usages

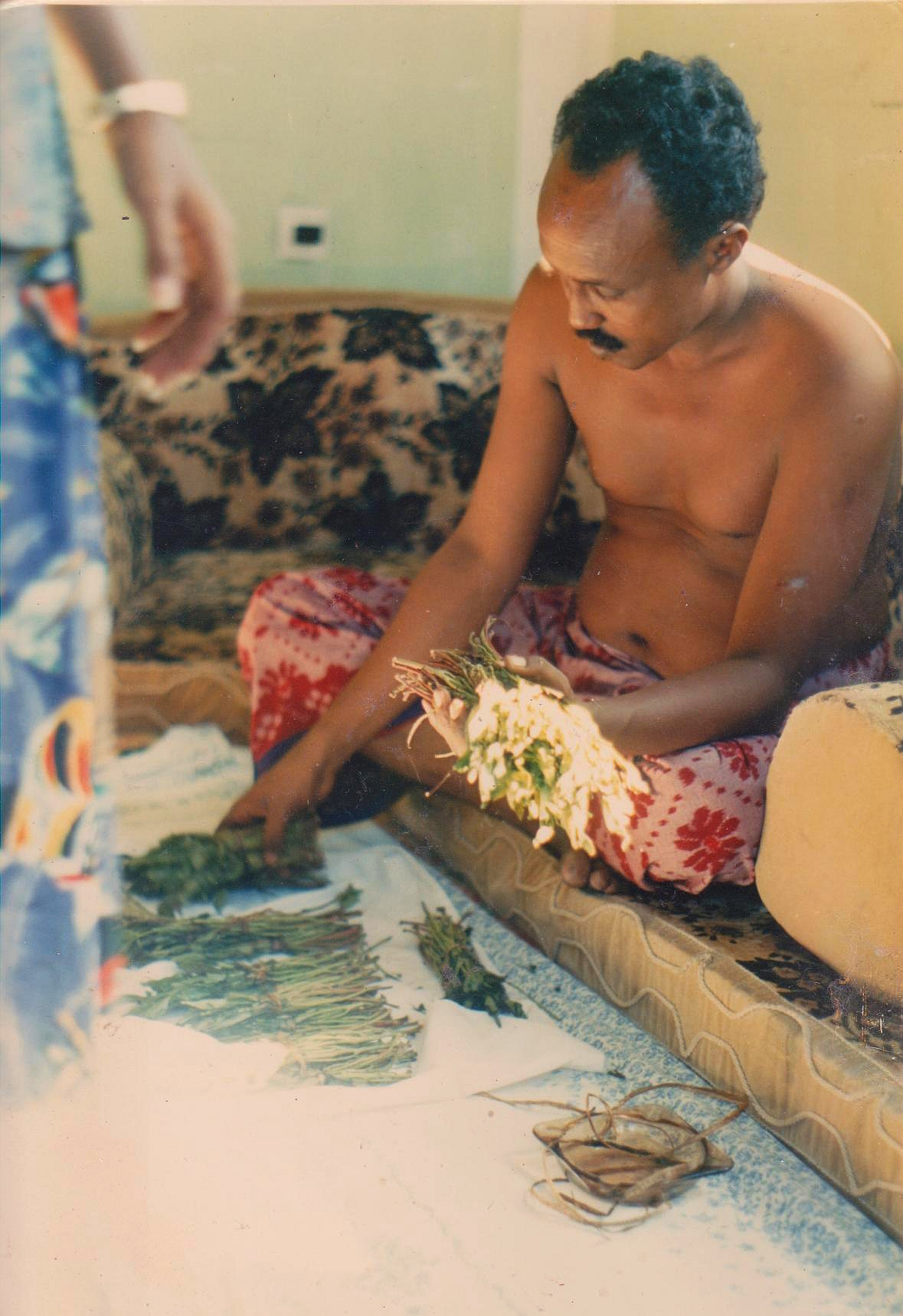
Homme somalien à Mogadiscio en train de préparer des feuilles de khat.

Le khat est utilisé depuis longtemps, ses feuilles fraîches sont mastiquées, un peu comme la coca. Elles ont un effet astringent et une odeur aromatique. Leur mastication colore les dents en brunâtre et la langue en vert.
Cet usage est principalement répandu à Djibouti, en Somalie, au Yémen et à Oman, mais aussi en Éthiopie et Madagascar. Il y donne lieu à un commerce lucratif et remplace parfois les cultures vivrières. Il est parfois consommé sous forme d'infusion (thé arabe, thé abyssin, thé somalien). En Europe et aux États-Unis, ce sont les diasporas originaires des pays de la Corne de l'Afrique qui en consomment,. Par ailleurs, le commerce illégal à destination de la Chine s'est développé, notamment à Canton.
Du fait de l'instabilité de la cathinone, les feuilles ne se conservent pas plus de 24 heures après la cueillette, les usagers recherchent les feuilles les plus fraîches possible. Dans les pays du Golfe, le khat est transporté par avion pour conserver toutes ses qualités.
Le khat peut se consommer mélangé avec de l'opium afin de servir d'antalgique.

### Historique
Selon les sources, les origines de cette plante alternent entre l'Éthiopie et le Yémen. Ainsi, selon Sir Richard Burton, le khat aurait été introduit au Yémen au XVe siècle, en provenance d'Éthiopie. Des analyses botaniques menées par Revri penchent, elles, sur une origine yéménite. La plante se serait ensuite étendue en Arabie et dans une partie de l'Afrique orientale.
Les propriétés de la plante sembleraient être connues depuis les anciens Égyptiens, tandis que la plus ancienne description provient du traité Kitab al-Saidana fi al-Tibb du scientifique perse Al-Biruni au Xe siècle. En 1854, l'écrivain malais Abdullah bin Abdul Kadir mentionne que l'usage du khat est important à al-Hodeïda au Yémen, témoignant de l'usage assez ancien de ce produit dans ce pays. 
L'usage en tant que plante à mâchonner daterait de l'antiquité et pourrait même précéder l'utilisation du café en tant qu'excitant.

## Production

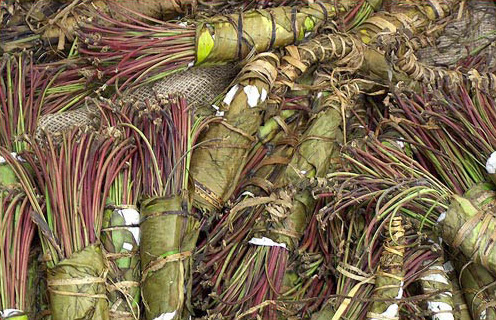
Bottes de khat sur un étal de marché somalien.

### En Éthiopie
Une des principales régions de production se situe à l'est de l'Éthiopie, où des circuits commerciaux tournés vers la capitale Addis-Abeba et l'exportation se sont développés pour alimenter un marché d'environ 20 millions de personnes (Djibouti, Somaliland, Somalie, pays de la péninsule arabique, et même le Sénégal, la Chine ou le Royaume-Uni où l'interdiction a été prononcée en 2014). 85 à 90 % de la production éthiopienne est exportée, ce qui fait du khat le deuxième produit d'export après le café. La ville d'Awaday, située entre Harar et Dire Dawa, fait figure de plaque tournante du commerce de khat, avec environ 72 t exportées chaque nuit par voie terrestre. Plusieurs types de khat sont proposés à la vente en fonction de l'âge et de la couleur des feuilles.
Dans cette partie du Hararghe, la culture du khat, qui nécessite moins d'eau, moins de travail et permet surtout jusqu'à quatre récoltes par an, a progressivement remplacé celle du café. Cependant, la diminution de la demande extérieure du fait des contrôles nationaux exercés sur cette plante, qui a provoqué une baisse des revenus des fermiers, pourrait inverser la tendance.

### Autres régions
- Au Yémen, la production exclusivement destinée au marché domestique a pu représenter jusqu'à 30 % du PIB dans les années 1980[3]. La culture du khat serait en 2015 la principale culture du Yemen : plus de 30 % des terres arables lui seraient consacrées, et les surfaces cultivées auraient doublé depuis les années 1970. Cette culture consommerait entre 40 et 45 % des ressources en eau du pays, et représenterait 70 % des pesticides utilisés, occasionnant une pollution des nappes phréatiques et des sols. Le khat porte atteinte à la vie économique yéménite[24].
- Les pentes du mont Kenya sont une région secondaire de culture du khat[3].
- D'autres régions montagneuses d'Afrique de l'Est sont également favorables au khat qui peut y pousser à l'état sauvage.[réf. nécessaire]
- À Madagascar, la plante fut introduite au début du XXe siècle à Diégo Suarez durant l'époque coloniale avec l'arrivée d'un fort contingent d'immigrés yéménites, somalis et comoriens. La consommation de khat est restée alors pendant des décennies l'apanage de la communauté musulmane, et si sa production, ainsi que sa commercialisation étaient tolérées, sa consommation était limitée. Le départ des Français changea la donne et les autorités furent moins regardante à l'égard du problème : la consommation du khat s'étendit à toute la grande île[25].

## Législation
Le khat est inscrit sur la liste des stupéfiants d'un nombre croissant de pays, notamment en France par l'arrêté du 20 février 1957 et au Royaume-Uni depuis juin 2014. Interdit dès 1989[réf. nécessaire] par la Norvège, le khat est une drogue illégale dans seize des vingt-sept pays de l'Union européenne dont la France ainsi qu'aux États-Unis, où la cathinone est considérée comme un narcotique stimulant comparable aux amphétamines. Les plantes qui contiennent cette substance y sont interdites.
Sa consommation est rigoureusement interdite par l'Arabie saoudite, qui le considère comme une drogue, tandis que son voisin, le Yémen en est un très gros consommateur (des couches les plus pauvres à la présidence du pays [réf. nécessaire]), mais l'interdit. À Djibouti, le khat est importé et vendu sous contrôle de l'État. Selon certains analystes, sa consommation massive par les habitants est un handicap pour le pays.
En Somalie, l'Union des tribunaux islamiques, qui a pris le pouvoir à Mogadiscio en juin 2006[réf. nécessaire], en a interdit la consommation, mais il reste très largement consommé. En septembre 2016, le gouvernement somalien suspend brutalement son importation du Kenya. Motivée par des querelles diplomatiques autour du Somaliland, l'interdiction est levée au bout d'une semaine et les importations reprennent.
Depuis le 1er janvier 2014, dans le Code pénal chinois le khat est classé comme stupéfiant et son introduction en Chine est interdite.
Considéré par le comité d'experts de la pharmacodépendance de l'Organisation mondiale de la santé (OMS) comme présentant un risque de dépendance de niveau faible, il a été décidé pour la deuxième fois en 2006 de ne pas mettre le khat sur la liste internationale des stupéfiants,.

## Culture populaire
Dans son premier livre, Les enfants du khat publié en 2002, la romancière Mouna-Hodan Ahmed décrit la vie d'une jeune Djiboutienne, fille aînée d'une famille dont le père est dépendant au khat. C'est la mère qui travaille sans relâche pour nourrir les siens et qui, paradoxalement, se met à vendre du khat pour s'en sortir financièrement « alors que son mari dépense l'intégralité de son revenu dans la consommation de cette drogue ».